# Victor de Césarée de Maurétanie
Pour les articles homonymes, voir Saint Victor.
Victor est un chrétien martyr sous l'Empire romain en Afrique du nord, à Césarée de Maurétanie (aujourd'hui Cherchell en Algérie). La date de sa mort n'est pas connue. Sa mémoire est célébrée le 26 août.

## Biographie
Peu d'éléments fiables sont connus sur la vie et la mort de ce chrétien d’Afrique du nord durant la période romaine. Son hagiographie assez détaillée ne donne même pas la période de son martyr. Victor serait un chrétien de la ville de Césarée de Maurétanie, aujourd'hui nommée Cherchell en Algérie. Le récit de son martyr relate que sur le chemin le conduisant au tribunal, il fut insulté par un fonctionnaire impérial, mais qu'un autre fonctionnaire aurait pris sa défense. En réponse à ces accusations et insultes, Victor aurait répondu « Dites au président (du tribunal) qu'il me condamne à la croix et il sera guérie de sa goutte ». Les fonctionnaires s'empressèrent de s’exécuter et d'informer le président. Il fut donc condamné à la crucifixion. Lorsque le bourreau cloua le supplicié sur le bois, le récit indique qu'un des clous se retourna, et que Victor fit remarquer le fait au bourreau. Le récit hagiographique poursuit en disant que ce jour était un jour de shabbat, et qu'un juif décida de torturer le chrétien en lui arrachant la barbe. Mais Victor « supporta cette torture avec patience et qu'il prédit au persécuteur qu'il mourrait en arrivant aux portes de la ville ». Et le récit poursuit : « et ce fut ce qui arriva »,,.